# Ceife ibne Di Iazane
Ceife ibne Di Iazane (em árabe: سيف بن ذي يزن; romaniz.: Sayf bin Dhī-Yazan) foi um rei himiarita do Iêmem que viveu entre 516 e 578, conhecido por terminar o controle do Império de Axum sobre o sul da Arábia com ajuda do Império Sassânida.

## Vida
Para recuperar o Iêmem, Ceife solicitou ao xá Cosroes I (r. 531–579) ajuda para enfrentar Axum. Cosroes concordou e enviou 800 homens com Boes como seu líder. O rei iemenita Masruque ibne Abra confrontou o exército, mas foi derrotado. Os sassânidas avançaram para conquistar Saná, mas Ceife foi instalado como rei sob o acordo que enviaria impostos a Cosroes. Ele foi mais tarde esfaqueado por seus servos abissínios, e os sassânidas reconquistaram o Iêmem e Boes foi instalado como governador ao lado do filho de Ceife.

## Posteridade
No Girgam, a crônica real dos Impérios de Canem e Bornu, Ceife, também chamado Sebu, é tido como progenitor da linhagem de reis que, desde seu neto Dugu, governou Canem até o século XI. Na crônica, é descrito como filho de Aixa, uma princesa iemenita descrita como "leoa". Viveu e morreu no Iêmem, onde governou por 20 anos, sendo sucedido por seu filho Ibraim.
Segundo o explorador alemão Heinrich Barth, seus informantes em Canem afirmaram que Ceife é tido nas tradições locais como filho de Du Iazane com uma mulher de Meca. Diz-se que ele imigrou ao Canem, onde fundou a primeira dinastia do país, e reinou sobre as tribos vizinhas dos berberes, tebus ou tedas, canembus, etc. Ele teria falecido em Samina, um lugar no território de Dajó; o imame Amade ibne Furtua afirmou explicitamente que ele veio de Anjimi.
Dierk Lange propôs que a origem dessa relação, que surge desde cerca do século XIII ao menos, foi a tentativa islâmica de transformar a divindade tribal local mais antiga chamada Sefe - que talvez pode ser identificada ao Issafe árabo-cananeu e o Baal-Zefom cananeu - na figura de Ceife. Além disso, ele relata que, segundo outros dos mitos locais, Ceife era um dos vários filhos de Aixa e o ancestral epônimo da sefauas, enquanto seu irmão Dugu (no Girgam, seu neto), aqui chamado Negalma Ducu, era ancestral epônimo dos duguas. Nesse mito, Dugu confrontou seu irmão, que matou-o acidentalmente e tornou-se maí (rei) do país.